# Cratere Cynthia
Cynthia  è un cratere sulla superficie di Venere.